# Ophionella
Ophionella es un género de plantas fanerógamas de la familia Apocynaceae. Contiene tres especies. Es originario de Sudáfrica.

## Descripción
Son plantas con tallos suculentos, poco ramificadas, con látex incoloro; rizomas presente, con raíces fibrosas.  Brotes suculentos, de color marrón verdoso, cilíndricos, de 4-10 cm de longitud, 3-6 mm de ancho, tetrangular, con los ángulos redondeados, glabros. Las hojas son persistentes, reducidas a escamas diminutas, sésiles, de propagación horizontal o ligeramente recurvadas; de 0,05 cm de largo, triangular deltadas y agudas.
Las inflorescencias son extra-axilares, con 1-2 (-5) flores, con 1-2 flores, abiertas de forma simultánea, simples,  subsésiles; con raquis persistente y brácteas caducas, lanceoladas. 2n= 22.

## Taxonomía
El género fue descrito por Peter Vincent Bruyns y publicado en Cactus and Succulent Journal of Great Britain 43(2–3): 70. 1981.

## Especies
- Ophionella arcuata (N.E.Br.) Bruyns
- Ophionella mirkinii (Pillans) Plowes
- Ophionella willowmorensis Bruyns